# Акатовская курганная группа
Акатовская курганная группа (1-я Акатовская курганная группа; XII—XIII вв.) — памятник археологии федерального значения, входит в состав Акатовского археологического комплекса. Находится в смешанном лесном массиве Кучинского лесопарка к северо-западу от квартала Акатово микрорайона Салтыковка (Балашиха, Московская область), на правом берегу речки Горенка, недалеко от её впадения в реку Пехорка (приток реки Москва). Находится на особо охраняемой природной территории «Пехорка».

## История
Памятник связан с заселением долины Пехорки, которое относится к раннему этапу славянской колонизации бассейна Москвы-реки. Первоначально группа насчитывала 71 курган. Археологические раскопки курганов проводились в 1961—1969 годах экспедицией Государственного исторического музея, работавшей под руководством Н. Г. Недошивиной. Курганные насыпи содержали одиночные и групповые (до трёх в одной могильной яме) мужские, женские и детские захоронения (трупоположения), с западной и северо-западной ориентировкой.
Поселение, соответствующее этому могильнику, длительное время науке не было известно. Оно было найдено летом 2011 года, когда развернулись подготовительные работы по строительству очистных сооружений в Акатово. Работы производились компанией «Мортон» по согласованию с администрацией городского округа Балашиха (глава В. Г. Самоделов). Был вырублен лес на площади 5,25 га и спланирована строительная площадка. Поскольку работы велись с нарушениями природоохранного законодательства, общественностью был поднят вопрос о прекращении работ. 20 октября 2011 года на площадке побывали представитель Министерства культуры Московской области и эксперт-археолог. Ими было обнаружено большое количество керамических фрагментов, синхронных могильнику и относящихся к неизвестному селищу.
По всей видимости, поселение не пережило середины XIII века. В XIV веке недалеко от него возникло село Акатово (наиболее ранний археологический материал — красноглиняная грубая посуда).
На данный момент посещение курганной группы открыто для всех желающих. Рядом с захоронениями установлены таблички с краткой исторической справкой.